# Burevestnik (sjö)
Burevestnik är en sjö i Antarktis. Den ligger i Östantarktis. Australien gör anspråk på området. Burevestnik ligger 91 meter över havet.